# Circonscriptions écossaises de Westminster de 1708 à 1832
À la suite de l'union en 1707 du Royaume d'Écosse avec le Royaume d'Angleterre (y compris le pays de Galles) pour former le Royaume de Grande-Bretagne, au sein du nouveau Parlement de Grande-Bretagne, l'Écosse comptait 48 circonscriptions représentant des sièges pour 45 Membre du Parlement (MPs) à la Chambre des communes, normalement située au Palais de Westminster. (Westminster étant le lieu de réunion de l'ancien Parlement d'Angleterre).

Circonscriptions écossaises de Westminster, 1707–1832.

Les circonscriptions parlementaires écossaises de Westminster ont été utilisées pour la première fois lors des élections générales de 1708. Avant cette élection, l'Écosse était représentée par des MPs cooptés en tant que commissaires de l'ancien Parlement d'Écosse.
Au Parlement de Grande-Bretagne, l'Écosse comptait 15 Circonscription de Burgh et 33 circonscriptions de comté, chacune représentant un siège pour un MP. Les circonscriptions de comté comprenaient cependant trois paires de circonscriptions alternées, de sorte qu'un seul membre d'une paire était représenté à la fois. Par conséquent, l'Écosse avait plus de circonscriptions que de sièges. À l'exception d'Edinburgh, les circonscriptions étaient des District de burghs.
Les limites de 1708 ont été utilisées pour toutes les élections ultérieures du Parlement de Grande-Bretagne.
En 1801, le Parlement d'Irlande fusionna avec le Parlement de Grande-Bretagne pour former le Parlement du Royaume-Uni, également à Westminster. La première élection générale du nouveau parlement a été l'élection générale de 1802 et il n'y a eu aucun changement dans les limites des circonscriptions préexistantes de Westminster.
Les limites de 1802 ont également été utilisées lors des élections générales de 1806, 1807, 1812, 1818, 1820, 1826, 1830 et 1831.
Pour les élections générales de 1832, les circonscriptions écossaises de Westminster ont été redéfinies par la loi de 1832 sur la représentation du peuple (Écosse).

## Circonscriptions de Burgh
| Circonscription     | Contenu |
| ------------------- | --- |
| Aberdeen District   | comté d'Aberdeen: burgh d'Aberdeen comté de Forfar: burghs de Arbroath, Brechin et Montrose comté de Kincardine: burgh d'Inverbervie                                  |
| Anstruther District | comté de Fife: burghs de Anstruther Easter, Anstruther Wester, Crail, Kilrenny et Pittenweem                                                                          |
| Ayr District        | comté d'Ayr: burghs d'Ayr et Irvine comté d'Argyll: burghs de Campbeltown et Inverary comté de Bute: burgh de Rothesay                                                |
| Dumfries District   | comté de Dumfries: burghs de Annan, Dumfries, Lochmaben et Sanquhar comté de Kirkcudbright: burgh de Kirkcudbright                                                    |
| Dysart District     | comté de Fife: burghs de Kirkcaldy, Burntisland, Dysart et Kinghorn                                                                                                   |
| Edinburgh           | comté d'Edinburgh: burgh d'Edinburgh |
| Elgin District      | comté d'Aberdeen: burghs d'Inverurie et Kintore comté de Banff: burgh de Banff comté de Elgin: burghs d'Elgin et Cullen                                               |
| Glasgow District    | comté de Dumbarton: burgh de Dumbarton comté de Lanark: burghs de Glasgow et Rutherglen comté de Renfrew: burgh de Renfrew                                            |
| Haddington District | comté de Berwick: burgh de Lauder comté de Haddington burghs de Dunbar, Haddington et North Berwick comté de Roxburgh: burgh de Jedburgh                              |
| Inverness District  | comté d'Elgin: burgh de Forres comté d'Inverness: burgh de Inverness comté de Nairn: burgh de Nairn comté de Ross: burgh de Fortrose                                  |
| Linlithgow District | comté de Lanark: burgh de Lanark comté de Linlithgow: burgh de Linlithgow comté de Peebles: burgh de Peebles comté de Selkirk: burgh de Selkirk                       |
| Perth District      | comté de Fife: burghs de Cupar et St Andrews comté de Forfar: burghs de Dundee et Forfar comté de Perth: burgh de Perth                                               |
| Stirling District   | comté de Fife: burghs de Dunfermline et Inverkeithing comté de Linlithgow: burgh de Queensferry comté de Perth: burgh de Culross comté de Stirling: burgh de Stirling |
| Tain District       | comté de Caithness: burgh de Wick comté d'Orkney: burgh de Kirkwall comté de Sutherland: burgh de Dornoch comté de Ross: burghs de Dingwall et Tain                   |
| Wigtown District    | comté de Wigtown: burghs de New Galloway, Stranraer, Wigtown et Whithorn                                                                                              |

## Circonscriptions de comtés
| Circonscription                                   | Contenu |
| ------------------------------------------------- | --- |
| Aberdeenshire                                     | Comté d'Aberdeen à l' exception des burghs d'Aberdeen, Inverurie, et Kintore |
| Argyll                                            | Comté d'Argyll sauf les burghs de Campbeltown et Inverary |
| Ayrshire                                          | Comté d'Ayr à l'exception des burghs d'Ayr et d'Irvine |
| Banffshire                                        | Comté de Banff sauf burgh de Banff |
| Berwickshire                                      | Comté de Berwick sauf burgh de Lauder |
| Buteshire en alternance avec Caithness            | Comté de Bute sauf burgh de Rothesay |
| Caithness en alternance avec Buteshire            | Comté de Caithness sauf burgh de Wick |
| Clackmannanshire en alternance avec Kinross-shire | Comté de Clackmannan |
| Cromartyshire en alternance avec Nairnshire       | Comté de Cromarty |
| Dumbartonshire                                    | Comté de Dumbarton sauf burgh de Dumbarton |
| Dumfriesshire                                     | Comté de Dumfries à l'exception des burghs de Dumfries, Annan, Lochmaben et Sanquhar |
| Edinburghshire                                    | Comté d'Edinburgh sauf burgh de Edinburgh |
| Elginshire                                        | Comté d'Elgin à l'exception des burghs d'Elgin, Forres et Cullen |
| Fife                                              | Comté de Fife à l'exception des burghs de Anstruther Easter, Anstruther Wester, Burntisland, Cupar, Crail, Dysart, Dunfermline, Inverkeithing, Kinghorn, Kirkcaldy, Pittenweem, Kilrenny, et St Andrews |
| Forfarshire                                       | Comté de Forfar à l'exception des burghs de Dundee, Forfar, Montrose, Brechin et Arbroath |
| Haddingtonshire                                   | Comté de Haddington à l'exception des burghs de Dunbar, Haddington et North Berwick |
| Inverness-shire                                   | Comté d'Inverness sauf burgh d'Inverness |
| Kincardineshire                                   | Comté de Kincardine sauf burgh d'Inverbervie |
| Kinross-shire en alternance avec Clackmannanshire | Comté de Kinross |
| Kirkcudbrightshire                                | Comté de Kirkcudbright sauf burgh de Kirkcudbright |
| Lanarkshire                                       | Comté de Lanark à l'exception des burghs de Glasgow, Lanark et Rutherglen |
| Linlithgowshire                                   | Comté de Linlithgow à l'exception des burghs de Linlithgow et Queensferry |
| Nairnshire en alternance avec Cromartyshire       | Comté de Nairn sauf burgh de Nairn |
| Orkney and Zetland                                | Comté d'Orkney sauf burgh de Kirkwall et le comté de Zetland |
| Peeblesshire                                      | Comté de Peebles sauf burgh de Peebles |
| Perthshire                                        | Comté de Perth à l'exception des burghs de Culross et Perth |
| Renfrewshire                                      | Comté de Renfrew sauf burgh de Renfrew |
| Ross-shire                                        | Comté de Ross à l'exception des burghs de Dingwall, Fortrose et Tain |
| Roxburghshire                                     | Comté de Roxburgh sauf burgh de Jedburgh |
| Selkirkshire                                      | Comté de Selkirk sauf burgh de Selkirk |
| Stirlingshire                                     | Comté de Stirling sauf burgh de Stirling |
| Sutherland                                        | Comté de Sutherland sauf burgh de Dornoch |
| Wigtownshire                                      | Comté de Wigtown à l'exception des burghs de New Galloway, Stranraer, Wigtown, et Whithorn |